# Pavel Maslák
Pavel Maslák, född 21 februari 1991 i Havířov, är en tjeckisk friidrottare specialiserad på 200- och 400 meter. 

## Karriär
År 2012 vann Maslák guld vid europamästerskapen i friidrott 2012 i Helsingfors på 400 meter. Han vann även guld på samma distans vid de europeiska inomhusmästerskapen i friidrott 2013 i Göteborg.
Vid olympiska sommarspelen 2020 i Tokyo blev Maslák utslagen i försöksheatet på 400 meter efter ett lopp på 47,01 sekunder.

## Personliga rekord
| Distans   | Tid   | Plats  | Datum        |
| --------- | ----- | ------ | ------------ |
| 100 meter | 10,30 | Třinec | 10 juni 2017 |
| 200 meter | 20,46 | Třinec | 11 juni 2017 |
| 400 meter | 44,79 | Doha   | 9 maj 2014   |

| Distans   | Tid   | Plats | Datum            |
| --------- | ----- | ----- | ---------------- |
| 200 meter | 20,52 | Prag  | 16 februari 2014 |
| 400 meter | 45,24 | Sopot | 8 mars 2014      |